# Pseudopleonexes sheardi
Pseudopleonexes sheardi is een vlokreeftensoort uit de familie van de Ampithoidae. De wetenschappelijke naam van de soort is voor het eerst geldig gepubliceerd in 2002 door Just.

## Etymologie
De soort werd genoemd naar De Australische carcinoloog K. Sheard, die het merendeel van de oorspronkelijke specimens heeft verzameld.

## Voorkomen
Pseudopleonexes sheardi komt voor in zeegrasvelden en tussen wieren in Spencer Gulf in Zuid-Australië.